# Disastro di Lubecca
Il disastro di Lubecca  avvenne durante l'introduzione del vaccino BCG contro la tubercolosi e provocò nel 1930 la morte di 72 bambini a Lubecca a causa di un'errata procedura durante la sperimentazione.

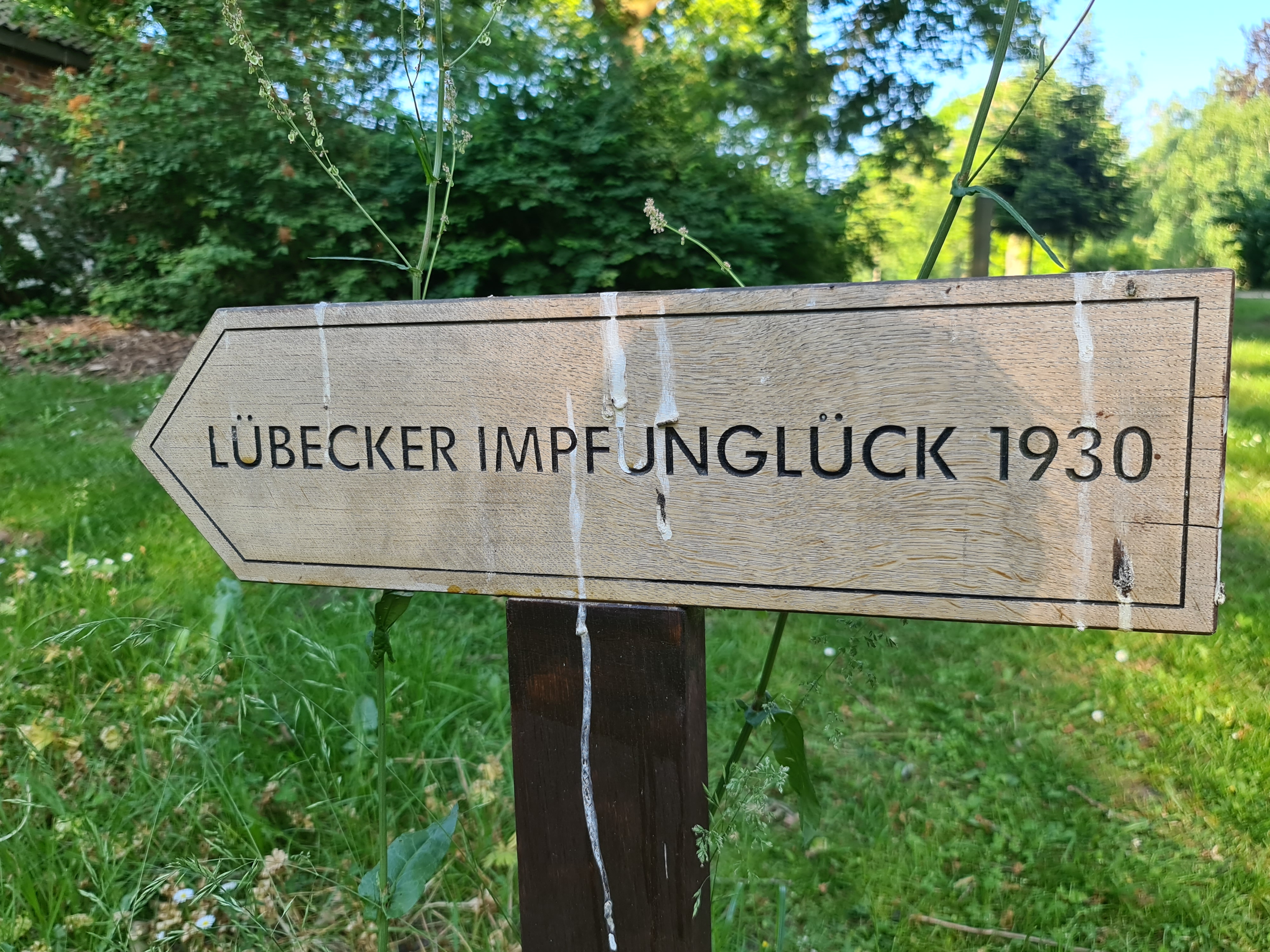
Cartello nel cimitero Vorweker di Lubecca

## Storia
La vaccinazione iniziò ufficialmente il 24 febbraio 1930. Nei due mesi successivi, 256 neonati (l'84% di tutti i neonati) di Lubecca ricevettero il vaccino orale con tre dosi contro la tubercolosi. Il 17 aprile il primo bambino morì di tubercolosi. Quando poco dopo morirono altri tre bambini, il direttore dell'ospedale generale, Georg Deycke interruppe le vaccinazioni il 26 aprile. Il lotto fu contaminato dal Mycobacterium virulento.
A causa di questo incidente, l'introduzione del vaccino BCG in Germania fu posticipata fino a dopo la seconda guerra mondiale.